# ロイ・O・ディズニー
ロイ・オリヴァー・ディズニー（Roy Oliver Disney、1893年6月24日 - 1971年12月20日）は、アメリカ合衆国の実業家。ウォルト・ディズニー・カンパニーの設立者の一人であり、ウォルト・ディズニーの兄。

## 略歴
アイルランド系カナダ人のイライアス・ディズニーと、ドイツ人とイギリス人の血を引くフローラ・コールの3番目の子としてシカゴで生まれた。一家は1896年にミズーリ州マーセリーンへ移り住み、その後1911年にはカンザスシティへ移り住んだ。そこでロイは家の畑で働いた他、弟のウォルトと共に新聞配達、兄のレイと共に銀行員として働くなどした。第一次世界大戦の最中である1917年、ロイはアメリカ海軍に志願し兵士となった。この時弟のウォルトも陸軍に志願したが、まだ若かったため彼は赤十字社の衛生兵として従事した。しかし結核にかかってしまったため1919年に除隊。治療を行いながらロサンゼルスで銀行員として働いた。
その頃、弟のウォルトはカンザスシティでアニメーション制作を行なっていた。ウォルトが立ち上げたLaugh O'Gram Studio社へは次々とアニメーション制作の依頼が舞い込むが、制作に必死になるあまり資金繰りが乱雑になってしまったため、最終的にスタジオは倒産してしまう。この一連の出来事で経営面のサポートが不可欠だと感じたウォルトは、兄のロイの住むロサンゼルスに移り住んだ。1923年、ロイとウォルトはディズニー・ブラザーズ・スタジオを設立する。スタジオは後にウォルト・ディズニー・カンパニーと改名され、ロイは1929年から1971年までCEOを務めた。1925年にエドナ・フランシスと結婚し、1930年には息子である、ロイ・E・ディズニーが生まれた。
ミッキーマウスや白雪姫といった世界的大ヒットとなるキャラクター・作品が発表され会社がどんどん大きくなる中で、ウォルトは創作の面で、ロイは経営の面で会社の拡大や事業の成功に貢献していった。1960年代に入ると高齢になったロイは引退を考え始めるが、1966年にウォルトが死去すると引退を延期し、ウォルトによって進められていたディズニー・ワールド計画を引き継ぐ。その後、ウォルトの功績を称えウォルト・ディズニー・ワールドと改名されたそのテーマパークは1971年10月1日に開業。その直後、同年12月20日に脳梗塞により78歳で死去。亡くなったのは、ロイが孫と一緒にディズニーランドに行こうとしていたまさにその日のことだった。遺体はハリウッドのフォレスト・ローン記念公園に埋葬されている。

## 家族
- イライアス・ディズニー（父親、アイルランド系）
- フローラ・ディズニー（母親、イギリス系）
  - ハーバード・A・ディズニー（長男、郵便配達員）
  - レイ・ディズニー（次男、保険会社勤務）
  - ロイ・O・ディズニー（三男。本項の人物）
  - エドナ・フランシス・ディズニー（妻）
    - ロイ・E・ディズニー（息子、元・ウォルト・ディズニー・スタジオ副会長）

  - ウォルト・ディズニー（四男、ウォルト・ディズニー・カンパニー初代代表取締役会長）
  - リリアン・バウンズ・ディズニー（四男の妻）
    - ダイアン・ディズニー・ミラー（四男の長女）
    - シャロン・M・ディズニー（四男の次女）
    - ロナルド・W・ミラー（四男の長女の夫、元・ウォルト・ディズニー・カンパニー代表取締役社長）
- ルース・F・ディズニー（長女）

## 人物像
弟のウォルト・ディズニーは創造的な人物であったが、ロイは会社を財政的に安定させた人物であった。ロイとウォルトは共同でウォルト・ディズニー・カンパニーを立ち上げたが、1929年にウォルトはロイの持分の大部分を買い取ろうとした。
また、ライバル会社であったフライシャー・スタジオ社のマックス・フライシャー、デイブ・フライシャー兄弟のようにプロデューサーとなることもなかった。

## 銅像
フロリダ州にあるマジック・キングダム（ウォルト・ディズニー・ワールド・リゾート）、メインストリートUSAのタウンスクエアには、ミニーマウスの横に座っているロイの像がある。また、カリフォルニア州バーバンクのディズニー本部ビルの外や、東京ディズニーランド（東京ディズニーリゾート）のワールドバザールにも同じものがある。